# Arcipelago Kuzova
L'arcipelago Kuzovà (in russo архипелаг Кузова?) è un gruppo di isole del mar Bianco che fa parte degli Scogli Kemskie. Amministrativamente fa parte del Kemskij rajon della Repubblica di Carelia, nel Circondario federale nordoccidentale, in Russia.
Sulla mappa di un atlante inglese del 1773, l'arcipelago è chiamato Cozowa.
Luoghi di culto, labirinti e sieidi appartenenti all'antica cultura Sami sono stati scoperti sulle isole.

## Geografia
L'arcipelago si trova all'imboccatura della baia dell'Onega, a est della città di Kem' e a ovest delle isole Soloveckie. Si compone di 16 piccole isole. L'isola maggiore è Russkij Kuzov (Русский Кузов) che raggiunge un'altezza di 123 m; la seconda per grandezza è Nemeckij Kuzov (Немецкий Кузов), alta 140 m. Altre isole minori sono: Olёšin, Verchnij, Srednij, Žiloj, Setnoj, Lodejnyj, Kurič'ja Niloksa, Černeckij, Severnaja Tupičicha (Олёшин, Верхний, Средний, Жилой, Сетной, Лодейный, Куричья Нилокса, Чернецкий, Северная Тупичиха).
Nel 1991, è stata creata la riserva paesaggistica statale di Kuzova per preservare i preziosi paesaggi naturali e l'originalità della flora e della fauna delle isole del mar Bianco.

### Fauna
L'arcipelago è luogo di riproduzione di molti uccelli marini: il gabbiano reale nordico, la sterna artica, l'uria colomba e la Somateria. È presente il cormorano comune, l'oca facciabianca, aquila di mare coda bianca, il falco pescatore e il falco pellegrino.
Tra i mammiferi marini: il beluga, la foca barbata e la foca dagli anelli.

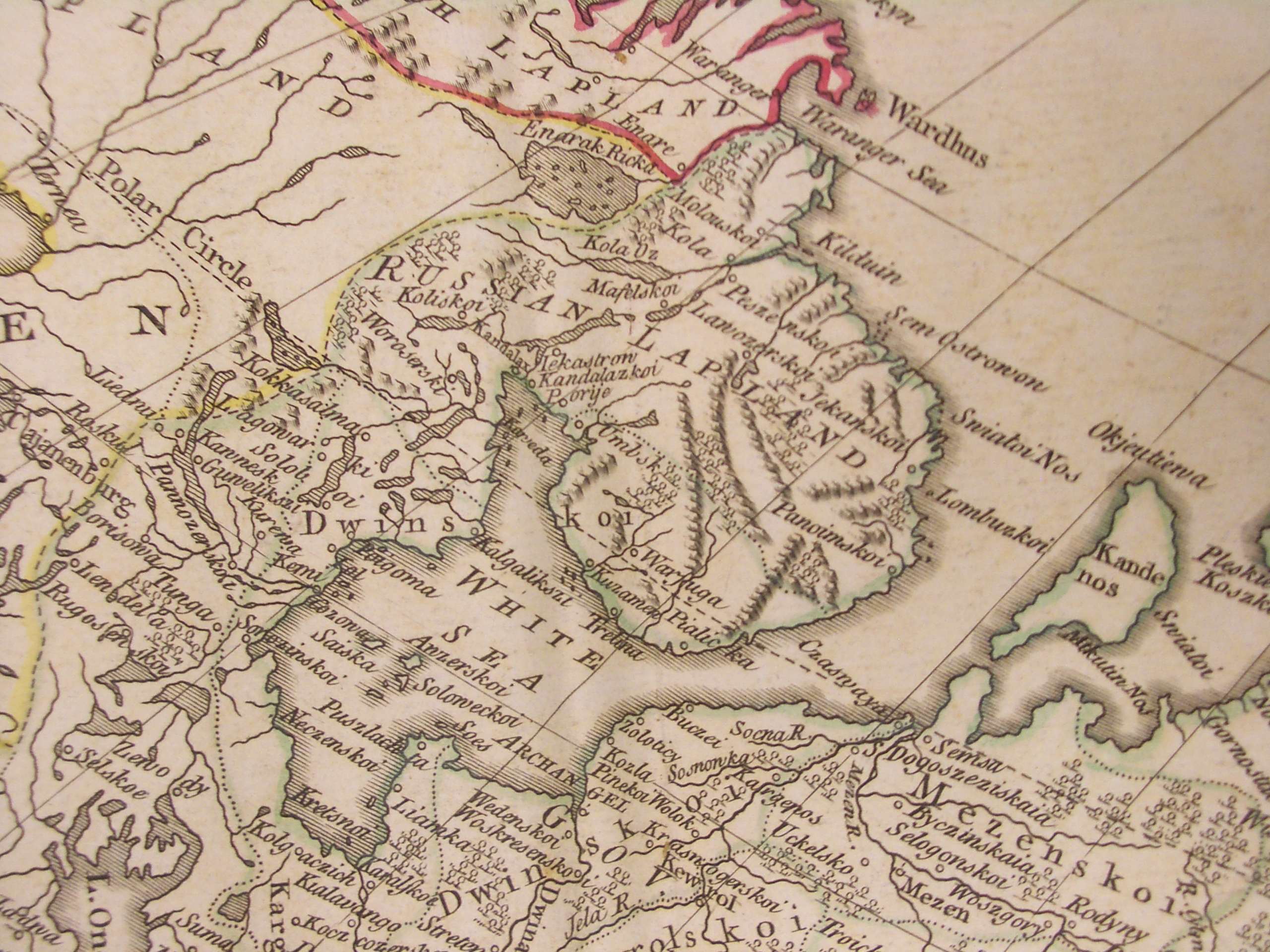
Mappa inglese del 1773